# Après-développement
L'après-développement ou post-développement est un concept développé par l'anthropologue colombien Arturo Escobar dans son livre Encountering Development - The making and unmaking of the third world. Dans le dernier chapitre du livre, il y fait le projet d'une nouvelle « ère » historique dans l'histoire humaine qui se définirait en rupture avec le concept de développement : le paradigme économiste de la société capitaliste mondialisée et l'imaginaire qui lui est associé.
L'Occident dont on parle ici ne couvre pas un territoire bien défini ; il n'est pas non plus seulement un ensemble d'idéologies politiques, religieuses, éthiques, raciales ou même économiques : l'Occident est une civilisation, une culture et un mode de vie.
L'après-développement est une théorie économique minoritaire fortement critiquée par les tenants de la théorie économique classique.[réf. nécessaire]

## Approche historique du développement par les partisans de la décroissance
Selon Latouche, l'histoire de la domination de l'humanité par l'Occident peut être subdivisée en cinq phases successives plus ou moins bien séparées les unes des autres :
- Les croisades à partir du XIe siècle, qui se sont soldées par l'échec partiel, pour l'Europe chrétienne, de l'évangélisation de l'Orient.

- Les grandes conquêtes alliant militaires, marchands et missionnaires en commençant par la reconquête de la péninsule ibérique. Ce sont les exploits maritimes des grands navigateurs (Vasco de Gama, Magellan, etc.), les découvertes de terres nouvelles et en particulier de l'Amérique et l'ouverture de nouvelles routes de commerce. C'est l'éradication par l'Occident des Terra Incognita de ses cartes.

- La colonisation correspond à l'expression de l'impérialisme occidental de l'époque et au devoir auto-attribué européen de civiliser tous les humains.

- L'ère du développement débute avec la fin de la seconde guerre mondiale et l'invention du concept de développement à l'occasion du discours du président américain Harry Truman à Philadelphie le 20 janvier 1949 qu'il détailla lors du point IV de ce discours[2]. Il y déclara être du devoir des pays du Nord capitalistes, qualifiés de pays développés, de diffuser leurs techniques et assistance aux pays qualifiés de sous-développés, pour qu'ils s'intègrent davantage au système économique capitaliste monétarisé et se rapprochent du modèle de société développé : la société américaine, dont émane le projet développement. C'est le passage de la colonisation au néocolonialisme via une période historique de décolonisation.

- La mondialisation ou globalisation est en prolongement de l'ère du développement, et correspond à la mise en place d'une guerre économique généralisée par l'élimination progressive de tous les obstacles au commerce et le développement de grands marchés internationaux. Elle est amplifiée par la chute des économies socialistes et voit, tout comme l'ère du développement, un accroissement des inégalités dans la répartition des richesses entre les plus riches et les plus pauvres. Elle correspond aussi à l'émergence de la crise mondiale de l'environnement planétaire et du réchauffement climatique. Elle voit la résurrection du concept de « développement », tombé en désuétude dans les années 1980, dans le concept d'écodéveloppement qui passera à la postérité sous le nom de développement durable ou soutenable.

Le projet d'après-développement se définit en rupture à cette continuité historique qui serait marquée par l'écrasement progressif des sociétés par l'entité technicienne Occident, la « désocialisation » des individus, « l'omnimarchandisation » du monde, l'enrichissement des plus riches et l'appauvrissement de la majorité, la dégradation de l'environnement planétaire et la diminution de ses ressources.

## La thèse de l'après-développement
La thèse de l'après-développement considère que l'occidentalisation est le levier culturel de l'imaginaire développementiste. Comme culte de la technique et désenchantement du monde, elle fonctionnerait comme une anticulture qui détruirait les structures économiques, sociales, et mentales traditionnelles, en leur substituant comme unique projet de vie, l'accumulation matérielle sans fin, et comme unique projet de société la quête perpétuelle de la modernité et de la richesse matérielle : le développement, souvent au détriment de l'épanouissement de l'Être. L'occidentalisation désocialiserait et déterritorialiserait les hommes, substituerait des échanges économiques au lien social et prônerait la concurrence généralisée qui mène à l'exclusion.
À l'échelle planétaire, cette exclusion ne toucherait pas que des individus, mais des sociétés entières. Ainsi, dès 1989, Serge Latouche dénonçait ce qu'il considérait comme un échec et ces dérives : « Si l'occidentalisation du monde est en train d'échouer, ce n'est pas parce que les émetteurs d'informations ne sont pas assez puissants, mais plus simplement parce que d'une part, "la base de la culture", l'économie, ne suit pas et que d'autre part, "le système sociétal" qui porte le projet est en voie de décomposition. Le développement n'est pas un modèle généralisable ; il s'agit bien plutôt d'un instrument de domination du monde dont la dynamique complexe accroît toujours, ou recrée, des déchirures dans l'"infrastructure", pour autant que celle-ci ne tire son sens que du spectaculaire système de pouvoir qui l'accompagne. La crise du développement est nécessairement une crise culturelle. Les déçus, les floués du mythe se tournent vers des formes agressives d'affirmation culturelle, reconstruites comme anti-occidentales. »

## Les propositions
Le concept d'après-développement se propose comme un ensemble d'alternatives au projet de la modernité, intrinsèque à l'occidentalisation. L'entité Occident est largement déterritorialisée, même si ses vecteurs restent plus palpables, ses effets dénoncés plus haut sont visibles tant au Nord qu'au Sud : destruction du lien, des représentations, des modèles, tout comme la destruction des milieux : de l'environnement par sa surexploitation, ainsi l'après-développement n'est pas un concept spécifique au « Nord » ou au « Sud », comme le démontrent les origines de ses défenseurs, ni un concept spécifique pour le « Nord » ou pour le « Sud ». Il ne peut être défini par un projet unique de société. C'est un projet de civilisations (avec ou sans S selon les conceptions de chacun) qui renonce au concept de développement et de développement durable tous deux compris comme « bonne croissance économique », un ensemble de projets alternatifs au développement qu'il convient à chaque société d'auto-définir ; Il propose une reculturation des individus et des sociétés alternativement au modèle culturel transnational qui uniformiserait la vie à l'échelle planétaire dans tous ses aspects. L'objectif recherché est le réenchâssement de l'économique dans le social et l'interruption de la recherche de l'expansion économique infinie posée comme incompatible avec notre monde fini.

## La place de l'humanisme-universalisme dans le développement
Pour les partisans de l'après-développement, il existe une vraie polémique autour du concept des valeurs universelles humanistes propre à la société occidentale et à la philosophie des Lumières.  L'humanisme-universalisme est un vecteur de diffusion des valeurs occidentales et du développement. Seulement, en fonction du degré de relativisme de chacun, il est considéré en plus, soit comme la justification de la nécessité d'un après-développement, soit comme une composante de « l'imaginaire développementiste ».
Pour les seconds, comme le dit Latouche : « l'affirmation que les valeurs de l'occident, étant naturelles, sont celles de tout homme et de tous les hommes devient vraie, sans que pour autant ces valeurs soient plus naturelles. Tout simplement, n'ont survécu et ne survivent que les sociétés qui ont, au moins en partie, accepté ces valeurs-là. De ce fait, l'histoire rétrodictive peut prétendre que ces valeurs étaient en germe dans leurs cultures et que l'Occident n'a fait que leur révéler à elles-mêmes leur vérité profonde. » Ainsi, toujours pour Latouche, « L'idée qu'une humanité unifiée est la condition d'un fonctionnement harmonieux de la planète fait partie de la panoplie des fausses bonnes idées véhiculées par l'ethnocentrisme occidental ordinaire. En effet chaque culture se caractérise par la spécificité de ses valeurs. »

## Des alternatives au développement
Dans la mesure où le développement et l'économie ont été inventés puis se sont étendus sur le globe, il existe des alternatives historiques au développement, datant d'avant son invention mais pas uniquement.
D'autre part, il existe des alternatives volontaristes au développement, de réels projets pour l'après-développement, caractérisés par la volonté d'avoir été inventés comme alternatives au projet développementiste. En ce sens, ce sont des décolonisations de l'imaginaire développementiste occidental classique.

### Les alternatives historiques au développement

#### L'auto-organisation des sociétés/économies vernaculaires
Elles font largement partie du champ d'étude des anthropologues, des ethnologues, mais aussi des historiens. Dans nombre de sociétés vernaculaires, l'économique n'est pas autonomisé en tant que tel. Il est dissout, incorporé dans le social et dans des réseaux structurants complexes. Le nombre considérable de ces sociétés actuelles ou historiques correspond à autant d'exemples d'alternatives à la société développementiste occidentale, mais elles sont généralement mal connues et l'imaginaire occidental est un obstacle à la bonne compréhension des sociétés vernaculaires contemporaines ou historiquement proches.

#### L'économie informelle
C'est ainsi que l'on qualifie généralement l'organisation collective des échanges des « naufragés de la mondialisation » par lequel survivent, hors du champ officiel du travail professionnalisé et souvent aussi de la rémunération monétaire, les exclus du marché globalisé et de la richesse au Sud mais aussi au Nord. Ce sont des formes locales d'après-développement forcé.

### Les alternatives volontaristes au développement ou projets pour l'après-développement

#### La décroissance conviviale
C'est une proposition répondant au problème de surcroissance économique des pays du Nord dont le contenu fait largement débat. Cette surcroissance économique est mise en évidence par l'empreinte écologique des plus riches qui ne peut être généralisée à l'humanité entière. Ses partisans présentent la décroissance comme nécessaire, non seulement pour préserver l'environnement mais aussi, et peut-être surtout, pour restaurer le minimum de justice sociale sans lequel la planète est condamnée. Elle prône la « simplicité volontaire » de Gandhi et Tolstoï.

#### Lelocalisme
On regroupe sous ce nom un ensemble de tentatives d'inventer une nouvelle logique sociale à l'échelle locale du bassin de vie, fondée sur la revalorisation des aspects non-économiques de la vie, sur le « don » entendu comme triple obligation (donner, recevoir et rendre) et sur de nouveaux rapports sociaux.

#### Autres alternatives
- Les villes en transition
- La simplicité volontaire
- Les Systèmes d'échanges locaux (SEL)
- Le Réseau d'échanges de pratiques alternatives et solidaires

## Citations
« Aussi longtemps que nous assimilerons l'évolution de notre société à celle de l'humanité avançant vers un terme à la fois idéal et indéfiniment futur, aussi longtemps que nous verrons, dans nos progrès scientifiques et techniques, la preuve de cette évolution d'ensemble, nous ne parviendrons même pas à imaginer un projet politique nouveau. »

— François Partant

« In the European recovery program, in our good-neighbor policy and in the United Nations, we have begun to batter down those national walls which block the economic growth and the social advancement of the peoples of the world. »

— Harry S. Truman's Fourth State of the Union Address, 1949 (sur Wikisource)